# Bezno
Bezno är en köping i Tjeckien.   Den ligger i regionen Mellersta Böhmen, i den centrala delen av landet, 40 km nordost om huvudstaden Prag. Bezno ligger 289 meter över havet och antalet invånare är 842.
Terrängen runt Bezno är platt.Runt Bezno är det ganska tätbefolkat, med 65 invånare per kvadratkilometer. Närmaste större samhälle är Mladá Boleslav, 9,1 km nordost om Bezno. Trakten runt Bezno består till största delen av jordbruksmark.